# Ane Brun
Ane Brun, właśc. Ane Brunvoll (ur. 10 marca 1976 w Molde) – norweska wokalistka, autorka tekstów.
Związana z wytwórnią płytową DetErMine Records. Profesjonalną karierę muzyczną rozpoczęła pod koniec lat 90., gdy współpracowała m.in. z zespołem A-ha. Debiutancki album Spending Time with Morgan wydała w 2003, zaś do najbardziej znanych przebojów piosenkarki należy utwór "My Lover Will Go" z nagranego rok później EP pod tym samym tytułem.

## Dyskografia
Albumy studyjne
| Spending Time with Morgan   | - Data: 25 maja 2003 - Wydawca: DetErMine Records             | 19 | —  | —  |                        |
| A Temporary Dive            | - Data: 7 lutego 2005 - Wydawca: DetErMine Records            | 1  | 12 | —  | - NOR: platynowa płyta |
| Duets                       | - Data: 21 listopada 2005 - Wydawca: DetErMine Records        | 2  | 40 | —  |                        |
| Changing of the Seasons     | - Data: 13 marca 2008 - Wydawca: DetErMine Records            | 1  | 2  | 48 | - NOR: złota płyta     |
| Sketches                    | - Data: 2008 - Wydawca: DetErMine Records                     | —  | 15 | —  |                        |
| It All Starts With One      | - Data: 13 września 2011 - Wydawca: Balloon Ranger Recordings | 1  | 1  | 13 |                        |
| When I'm Free               | - Data: 4 września 2015 - Wydawca: Balloon Ranger Recordings  | 4  | 3  | 12 |                        |
| "—" album nie był notowany. |                                                               |    |    |    |                        |

Kompilacje
| Songs 2003 – 2013           | - Data: 10 września 2013 - Wydawca: Balloon Ranger Recordings    | 2  | 6 | —  |
| Rarities                    | - Data: 4 października 2013 - Wydawca: Balloon Ranger Recordings | 20 | — | 53 |
| "—" album nie był notowany. |                                                                  |    |   |    |

Albumy koncertowe
| Live in Scandinavia            | - Data: 5 marca 2007 - Wydawca: DetErMine Records             | 11 | 12 |
| Live at Stockholm Concert Hall | - Data: 16 września 2009 - Wydawca: Balloon Ranger Recordings | —  | —  |
| "—" album nie był notowany.    |                                                               |    |    |

## Nagrody i wyróżnienia
| Rok  | Kategoria         | Tytułem                        | Nagroda          | Nota      | Źródło |
| ---- | ----------------- | ------------------------------ | ---------------- | --------- | ------ |
| 2005 | Årets hit         | "Lift Me"                      | Spellemannprisen | Laur      | [ 13 ] |
| 2005 | Kvinnelig artist  | A Temporary Dive               | Spellemannprisen | Laur      | [ 13 ] |
| 2007 | Kvinnelig artist  | Live in Scandinavia            | Spellemannprisen | Nominacja | [ 13 ] |
| 2008 | Kvinnelig artist  | Changing of the Seasons        | Spellemannprisen | Nominacja | [ 13 ] |
| 2009 | Kvinnelig artist  | Live at Stockholm Concert Hall | Spellemannprisen | Nominacja | [ 13 ] |
| 2011 | Årets musikkivdeo | "Do You Remember"              | Spellemannprisen | Nominacja | [ 13 ] |
| 2011 | Kvinnelig artist  | It All Starts With One         | Spellemannprisen | Laur      | [ 13 ] |
| 2011 | Komponist         | It All Starts With One         | Spellemannprisen | Nominacja | [ 13 ] |